# Средно общообразователно духовно училище „Мирза Саид Паша“
Средно общообразователно духовно училище гр. Русе (турски: Rusçuk İlâhiyat Lisesi) е мюсюлманско училище в Русе и е средно общоообразователно духовно училище с изучаване на общообразователни предмети, духовно-ислямски дисциплини и чужди езици като английски, арабски и турски език.

## История
Средно общообразователно духовно училище „Мирза Саид Паша“ е мюсюлманско училище в Русе. Открито е през 1993 г. Училището има свои исторически корени, които свързваме още с първите турски училища в Русе, открити в края на 19 век. Към 1874 г. турската мюсюлманска общност в Русе (Русчук) – най-вече будни занаятчии и земеделци – чувствайки належащата необходимост от по-добро обучение на своите деца успява да се организира и да построи училищна сграда с дарение на местното турско население и вакъфските имоти и доброволен труд от зидари, каруцари и изкопчии по ул. „Рила“ 30. Училището е наречено „Руждие мегбети“. Сградата е построена върху висока каменна основа, състои се от 7 класни стаи, театрална зала със сцена и широк салон. Училището е било начално и основно. Всички желаещи деца и от двата пола имали възможност да учат там. Това училище функционира до края на 1945 г. От 1914 г. до края на 1945 г. училището се водело като начално частно училище „Кемал бей“. Самата сграда и до днес е запазена с много добър архитектурен вид.
През месец октомври 1991 г. в Русе е открито средно общообразователно духовно училище (СОДУ). Училището е частно. От месец юни 1992 г. училището е узаконено и от страна на Министерството на образованието с министър Николай Василев като Средно общообразователно духовно училище. 

## Условия които осигурява училището
- Безплатно общежитие и храна (закуска, обяд, вечеря).
- За желаещите допълнителни курсове по предмети.
- Възможност за ползване на Интернет комуникации.
- Екскурзии в страната и чужбина.
- За желаещите безплатни кандидат-студентски курсове.
- В свободно време се организират разнообразни спортни и културни мероприятия.

## Характеристика
Курсът на обучение е 4-годишен след завършен 8 клас. Обучението е общообразователно, както във всички средни училища в страната, учениците изучават специални предмети от духовно – ислямски дисциплини. Завършилите получават диплома за средно образование, с която имат право да кандидатстват във всички висши учебни заведения, както в страната, така и в чужбина.
Към 2016 г. училището се помещава в две сгради – на ул. „Рила“ №30 и ул. „Цар Самуил“ №3. И двете сгради са изцяло ремонтирани и обновени. Обособени са съвременни класни стаи (бели дъски, методически пособия като табла и карти). Училището разполага с два компютърни кабинета. На учениците се предоставя безплатно общежитие и храна. Отоплението и в двете сгради е на парно, от 2008 г. е изцяло газифицирано.
Учебно-възпитателният процес е с цялостна организация. След учебните занятия, учениците под ръководството на възпитатели, самостоятелно и в занималня усвояват учебния материал. Към училището има група за религиозни песни, ежеседмично се провеждат репетиции. Учениците са организирали и театрална група, която подготвя сценки, скечове и изпълнение на стихотворения. Винаги във връзка с религиозните празници Курбан Байрам, ден на Пророка и други чествания, учениците вземат активно участие със специално подготвена програма.
Всяка година в училището се организират различни състезания – за най-добро четене на коран, за най-добро изпълнение на хадиси. Също така се организират и провеждат викторини с образователен и развлекателен характер. Включват се въпроси от общообразователните и ислямските предмети, изпълняват се песни и сценки, рецитират се стихотворения. По отношение на спортната дейност наши ученици участват в провеждането на градски кросове. Има отличили се с призови места. Ежегодно в училище се произвеждат състезания по шах, волейбол и тенис на маса.
Всяка година учениците от СОДУ участват в провежданите регионални математически състезания – „Отец Паисий’’, „Европейско Кенгуру“, и др. Има отличени ученици с грамота. Възпитаниците на СОДУ провеждат пред летните месеци Коран-курсове по населените места.
За дванадесетокласниците се осигуряват подготвителни курсове по общообразователни предмети за явяване на държавни зрелостни изпити на кандидат-студентски изпити.
Училището са завършили повече от 500 ученици, като голяма част от тях са завършили висши учебни заведения в страната и чужбина. Завършили ученици са следвали в различни университети както в България така и в Турция.